# El amor al dinero
En la tradición cristiana, el amor al dinero es condenado como un pecado basado principalmente en textos como Eclesiastés 5:10 y 1 Timoteo 6:10. La condena cristiana se refiere a la avaricia y la codicia más que al dinero en sí mismo. Los textos cristianos (escrituras) están llenos de parábolas y usan temas fáciles de entender, como el dinero, para transmitir el mensaje real, hay más paralelos en Solón y Aristóteles, y Massinissa - que atribuyó el amor al dinero a Aníbal y los cartagineses. La avaricia es uno de los siete pecados mortales en las clasificaciones cristianas de los vicios (pecados).

## Judaísmo
Berachya Hanakdan enumera el "amor al dinero" como un amor secular, mientras que Israel Salanter considera el amor al dinero por sí mismo como una fuerza interior no universal. Un cuento sobre el Rabino Avraham Yehoshua Heshel de Apt (1748-1825), rabino en Iasi, cuenta que él, que normalmente despreciaba el dinero, tenía el hábito de ver con buenos ojos el dinero antes de dárselo a los pobres en Purim, ya que sólo al valorar el regalo podía éste expresar el amor de Dios. Berachot 54a enseña a los hombres de negocios a "elevar su amor por el dinero al mismo estatus que su amor por Dios, lo que significa que deben amar a Dios lo suficiente como para seguir su mandamiento".

## Cristianismo

### Texto de origen
El original griego Koine dice, ῥίζα γὰρ πάντων τῶν ἐστιν ἐστιν ἡ φιλαργυρία (Rhiza gar pantōn tōn kakōn estin hē philargyria) - "la raíz de todo tipo de mal es el amor al dinero".
La palabra griega αργυρία(argyria) puede, al igual que sus cognados en muchos idiomas europeos, traducirse como plata o dinero.
Un texto popular actual, la versión King James muestra 1 Timoteo 6:10:
Porque el amor al dinero es la raíz de todos los males, que mientras algunos codiciaban, se han apartado de la fe y se han traspasado con muchos dolores.
(Se muestra el verso completo pero se añadió en negrita siendo el tema de esta página.)
Otro texto popular, la Nueva Versión Internacional tiene "Por amor al dinero es la raíz de todo tipo de maldad..."
Durante la reforma, Martín Lutero (1483-1546) tradujo la entonces Biblia latina al alemán, y 1 Timoteo 6:10 "Porque la avaricia es la raíz de todo mal..."
Poco después de la traducción de la Biblia al alemán de Martín Lutero, William Tyndale (1494-1536) hizo una traducción similar al inglés como "Porque la codicia es la raíz de todo mal;..."
El gramático Daniel B. Wallace enumera seis posibles traducciones alternativas del texto griego primario, 1 Timoteo 6:10. Hay dos razones para ello: primero, es difícil saber si el sustantivo "raíz" tiene la intención de ser indefinido, definitivo o cualitativo. En segundo lugar, la palabra griega para "todos" puede significar "todos sin exclusión" o "todos sin distinción". Pero al leer más versículos a ambos lados de 1 Timoteo 6:10 una mayor seguridad y confianza de que el mensaje es la codicia y el esfuerzo de la codicia por algo en la tierra es el pecado que los judíos y los cristianos definen, donde el dinero podría ser intercambiado con cualquier otra cosa en la tierra, por ejemplo, el poder. Lo opuesto a la codicia es la caridad, cada uno de los Siete pecados capitales tiene una contrapartida en las Siete virtudes.

### Historia cultural
Agustín define el amor al dinero como una subcategoría de la avaricia. Lutero se refirió al amor al dinero en fuertes acusaciones contra la Iglesia Católica en su trabajo inicial de las Noventa y cinco Tesis o Disputa sobre el Poder de las Indulgencias. Vio la venta de una indulgencia por parte de la iglesia, es decir, el pago de dinero a la iglesia para obtener una reducción de la pena por los pecados del purgatorio (una creencia exclusiva de la iglesia católica) como una avaricia más comercial de la iglesia que como un bien real para la persona cristiana. Más tarde, en algunos sermones, él puso de relieve a los prestamistas comerciales que resultaron ser judíos y se puede argumentar que tienen un trasfondo antisemita.. Sin embargo, más al punto es la tesis 43 de la tesis de los Noventa y Cinco "Un cristiano que da a los pobres o presta a los necesitados lo hace mejor a los ojos de Dios que uno que compra 'perdón' (compra una indulgencia)", como en un judío que cambió de ser un prestamista de dinero con codicia a un prestamista de dinero con caridad lo haría mejor a los ojos de Dios que simplemente comprando un pedazo de papel que decía que pasaría menos tiempo en el purgatorio desde el punto de vista de Lutero.